# Dorfkirche Gräfendorf (Herzberg)

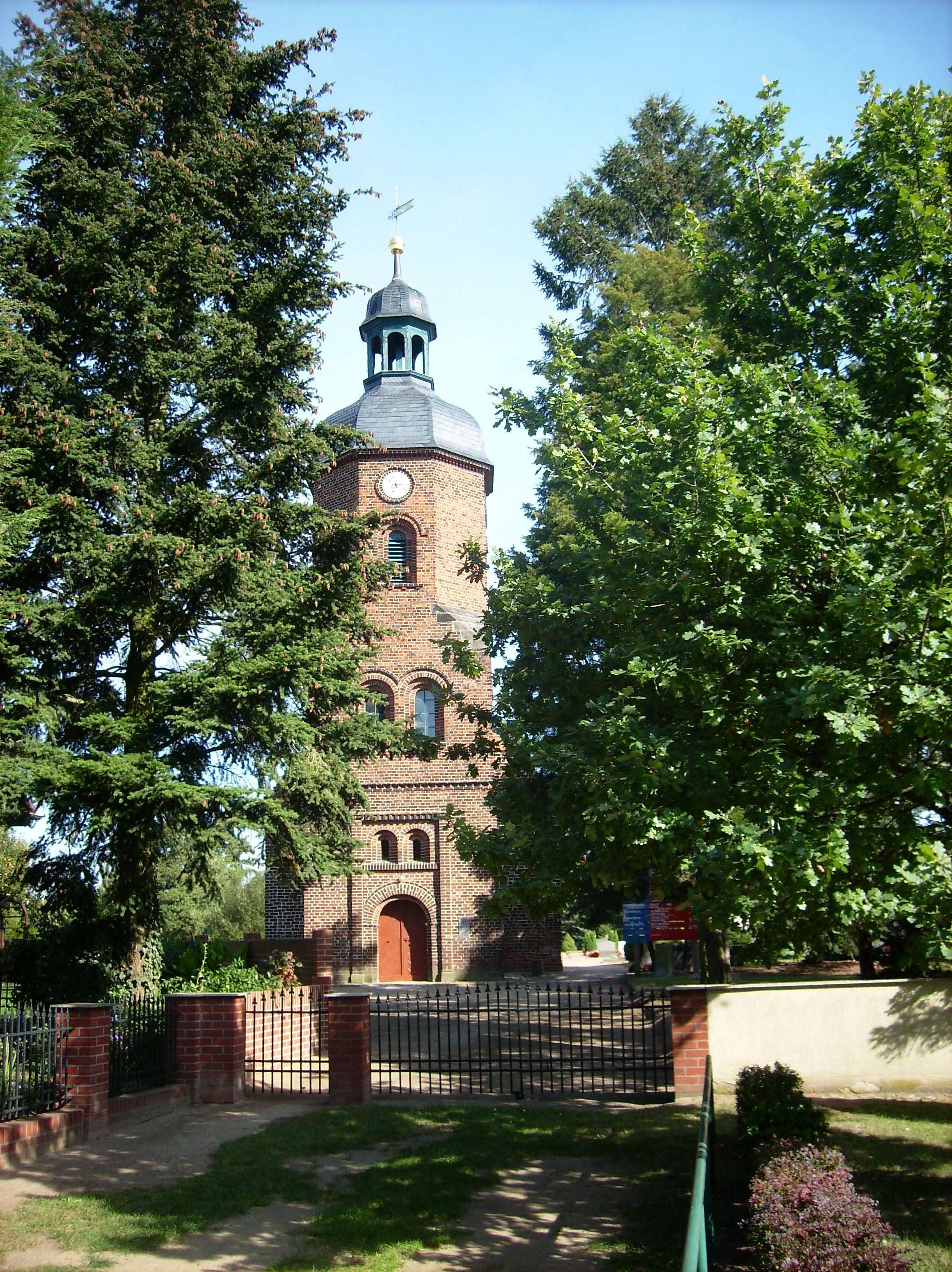
Die Gräfendorfer Dorfkirche (2009)

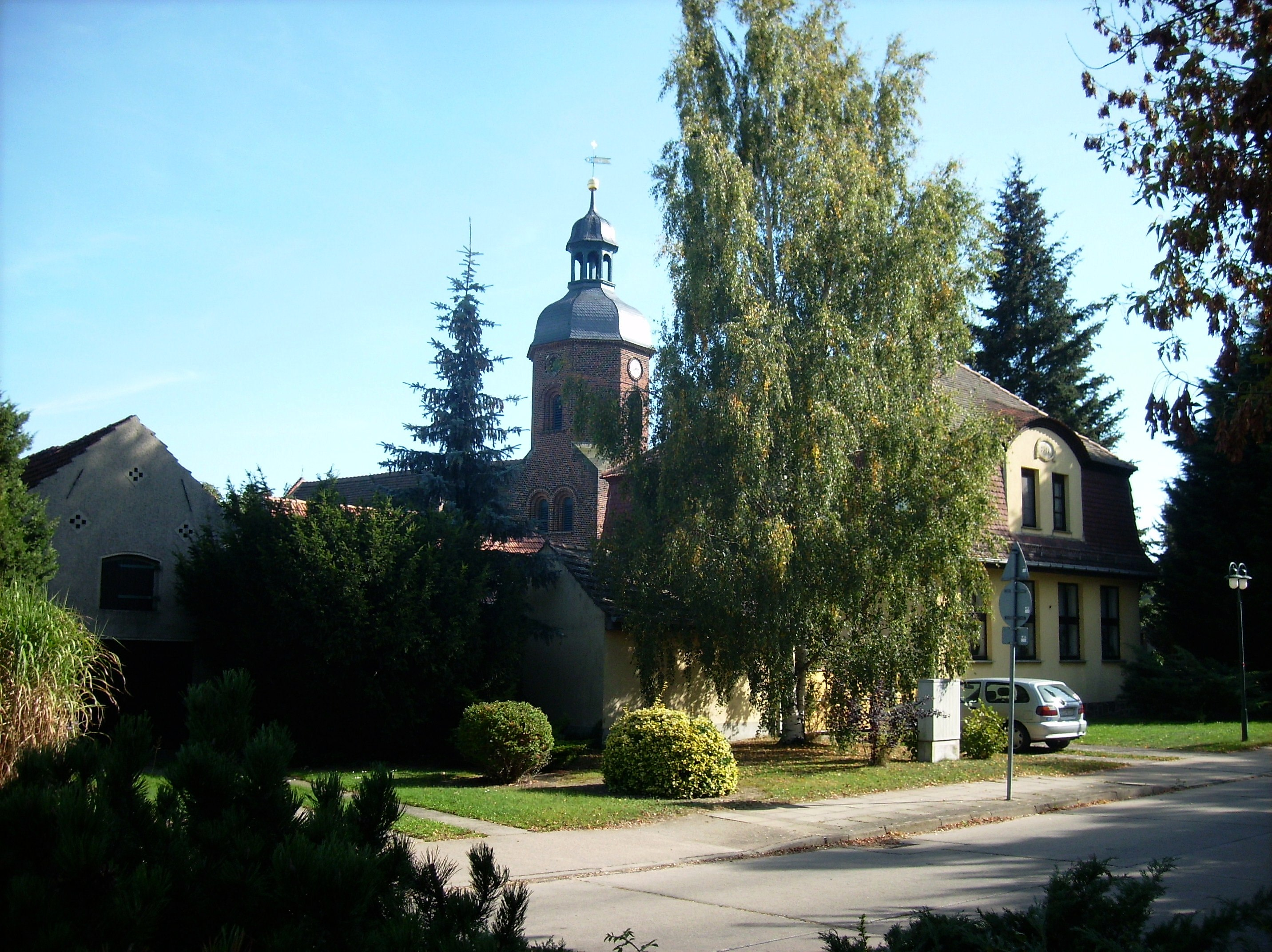
Die Gräfendorfer Dorfkirche von Nordwesten (2009)

Die evangelische Dorfkirche Gräfendorf ist ein unter Denkmalschutz befindliches Kirchengebäude im Ortsteil Gräfendorf in der Kreisstadt Herzberg (Elster) im südbrandenburgischen Landkreis Elbe-Elster. Sie ist als ortsbildprägendes Baudenkmal im örtlichen Denkmalverzeichnis unter der Erfassungsnummer 09135155 verzeichnet.

## Bau und Geschichte
Bei der Gräfendorfer Dorfkirche handelt es sich um einen aus Raseneisenstein und Backsteinziegeln bestehenden Saalbau mit Satteldach. Die Entstehung wird auf das 13. Jahrhundert datiert. Westlich des Kirchenschiffs befindet sich seit dem Jahre 1847 ein eingezogener Glockenturm mit quadratischem Grundriss. Dieser wurde im Zuge einer Restaurierung in jenem Jahr errichtet und besitzt einen oktogonalen Turmaufsatz sowie eine schiefergedeckte Schweifhaube.
Das Innere der Kirche ist von einer flachen Putzdecke, einem Triumphbogen und einer Hufeisenempore geprägt. Zu den Ausstattungsgegenständen der Kirche zählen unter anderem ein aus dem 17. oder 18. Jahrhundert stammender doppelkelchförmiger Taufstein und ein aus der Mitte des 19. Jahrhunderts stammender Kanzelaltar.
In der Kirche befindet sich heute des Weiteren eine im Jahre 1803 vom Torgauer Orgelbauer Johann Christian Friedrich Flemming (1745–1811) geschaffene Orgel. Diese Orgel verfügt über mechanische Schleifladen, ein Manual und 10 Register.
| I Hauptwerk CD–c3   |    |
| Gedackt             | 8′ |
| Flöte (ab c1)       | 8′ |
| Salicional          | 8′ |
| Principal           | 4′ |
| Gedackt             | 4′ |
| Oktave              | 2′ |
| Mixtur II           |    |
| Cornett III (ab c1) |    |

| Pedal CD–c1 |     |
| Subbass     | 16′ |
| Violonbass  | 8′  |

Zudem verfügt das Bauwerk über zwei Glocken, von denen die erste im Jahre 1800 aus Bronze von Johann Joseph Kittel aus dem böhmischen Nixdorf in Böhmen geschaffen wurde. Bei der anderen Glocke handelt es sich um eine 1922 in der Glockengießerei von Ulrich & Weule, die in Apolda und Bockenem ansässig war, geschaffene Glocke.
Die Gräfendorfer Dorfkirche befindet sich im Kirchenkreis Bad Liebenwerda der Evangelischen Kirche in Mitteldeutschland und gehört zum Pfarramt Uebigau, das neben Gräfendorf die Kirchen in Langennaundorf, Wiederau und Drasdo mit einschließt.